# 大鱗南鰍
大鱗南鰍（學名：Schistura macrolepis）為輻鰭魚綱鯉形目條鰍科南鰍屬的其中一種。被IUCN列為瀕危保育類動物，分布於亞洲巴基斯坦淡水流域，棲息在河川底層水域，生活習性不明。

## 扩展阅读
維基物種上的相關：大鱗南鰍